# Тарба, Нелли Золотинсковна
Не́лли Золоти́нсковна Та́рба (абх. Нелли Ҭарба; 20 ноября 1934, Дурипш, Абхазская ССР — 29 января 2014) — советская и абхазская писательница, поэтесса, переводчик, публицист. Является автором нескольких сборников стихов, поэм, рассказов, повестей, романов, а также детских стихов, пьес, текстов многих детских книгна на абхазском языке, изданных в разное время. Несколько её пьес были поставлены в Абхазском государственном драматическом театре. Член Союза писателей Абхазии (с 1957), член Союза писателей СССР, Союза писателей РФ. Заслуженный работник культуры Абхазской АССР (1985). Народная поэтесса Абхазии (2009). Председатель Детского фонда Абхазии.

## Биография
Нелли Тарба родилась в абхазском селе Дурипш, Гудаутского района 20 ноября 1934 года. Там же окончила среднюю школу. С 1954 по 1959 год училась на филологическом факультете Сухумского государственного педагогического института им. А. М. Горького.
С 1952 года начала печататься в областных газетах и журналах, а также в Литературном альманахе.
В 1955 году в свет вышел её первый сборник стихов под названием «Люблю пути-дороги». Затем вышли ещё несколько сборников её стихов: «Сердце весны» (1958), «Бзыбская повесть» (1961), «Молодость и мечты» (1964) и другие.
С 1961 по 1989 год она работала в издательстве «Алашара» на разных должностях: от редактора до заместителя директора издательства.
В 1988 году Тарба основала Детский фонд Абхазии и являлась его председателем (до 2000), а затем была его Почётным председателем (с 2000).

## Награды и звания
- 1955 — член Союза писателей Абхазии.
- 1985 — Заслуженный работник культуры Абхазской АССР
- 2005 — лауреат Государственной премии им. Д. И. Гулиа в области литературы, искусства и архитектуры.
- 2009 — Народная поэтесса Абхазии

## Произведения

### Книги, вышедшие на русском и других языках
На русском языке в «Советском Писателе»
- Сердце весны. Стихи. 1961
- Капля в море. Стихи. 1968
- Белый конь. Стихи. 1983
- Апсымра — солнце мертвых. Проза. 1983
- Волшебное утро. 1988
- Зов земли. На кабардинском языке. 1991

На абхазском языке
- Сын. Стихи и поэма. 1970
- Белое счастье. Рассказы. Повесть. Пьеса. 1971
- Чудесный спор. Детские стихи и поэмы. 1973
- Белый конь. Стихи. 1974
- Сказка о Хатажуке и Сатажуке. Детская поэма. 1976
- Песня отцов. Стихи и поэмы. 1978.
- Волшебное утро. Стихи, драмы в стихах. 1980
- Мишка косолапый. 1979
- «Сыны твои, Дурипш». Хроника. 1982
- «Новые стихи. Мать, сын и бессмертие». 1983
- Стихи, баллады и лирические поэмы. 1984
- Пока ты молод. Повесть и рассказы. Драма. 1985
- Возраст. Стихи, поэмы. 1987
- Шьардаамта. В стране Шам. Сирийские встречи. 1988
- Раненая книга. Стихи, эссе в прозе, поэмы. 2000
- Царь морей Хаит. Роман, дилогия 1-й книги. 2002
- Апсадгьыл ахьаа — агәы еиҟәшьаз ахьаа (Боль родины — боль рассеченного сердца). Стихи, эссе в прозе, воспоминания, письма. 2007
- Произведения. 1 том. Стихи. 2006
- Произведения. 2 том. Стихи. Баллады, эссе. 2007
- Произведения. 3 том. Проза. 2008
- Произведения. 4 том. 2011

### Пьесы
- Песню нелегко сложить. Постановка Н. Эшба. 1963
- Дочь Солнца. Драма-феерия. Постановка Э.Когония.
- А. Н. Островский. Снегурочка (перевод на абхазский Н. Тарба).
- Л. Украинка. Лесная песня (перевод на абхазский Н. Тарба). 1975

### Переведённые произведения
- Сборник стихов Ю.Лакербай. 1968
- Ю.Фучик. Репортаж с петлей на шее. 1979
- М. Тлябичева. Стихи с абазинского.
- Антуан де Сент-Экзюпери. Маленький принц. 1984, 2006[3].